# John Campbell (1. baron Campbell)
John Campbell, 1. baron Campbell (ur. 17 września 1779 w Cupar, Fife, zm. 24 czerwca 1861 w Londynie) – brytyjski prawnik, polityk i pisarz, członek stronnictwa wigów i Partii Liberalnej, minister w rządach lorda Greya, lorda Melbourne’a, lorda Johna Russella i lorda Palmerstona.

## Życiorys
Był drugim synem wielebnego George’a Campbella i Magdalene Hallyburton, córki Johna Hallyburtona. Wykształcenie odebrał w Cupar Grammar School oraz w United College w St Andrews. W 1800 r. został studentem w Lincoln’s Inn. Przez krótki czas pracował dla Morning Chronicle, a w 1806 r. rozpoczął praktykę adwokacką. W 1827 r. został Radcą Króla. W 1826 r. bez powodzenia startował w wyborach parlamentarnych w okręgu Stafford. Dopiero w 1830 r. uzyskał mandat z tego okręgu. W 1832 r. zmienił okręg wyborczy na Dudley. Od 1834 r. reprezentował okręg wyborczy Edinburgh.
Już w 1832 r. został radcą generalnym Anglii i Walii. W krótkotrwałym rządzie Melbourne’a w 1834 r. był prokuratorem generalnym. Ponownie sprawował to stanowisko w latach 1835–1841. Brał udział w uchwaleniu Fines andRecoveries Abolition Act (1833), Inheritance Act (1833), Dower Act, Real Property Limitation Act (1833), Wills Act (1837), Judgments Act (1838) oraz Copyhold Tenure Act (1841). Przemawiał również w parlamencie broniąc rządowych projektów reformy wyborczej w 1831 r. W 1840 r. jako prokurator generalny był oskarżycielem w procesie czartysty Johna Frosta, który na czele zwolenników ruchu czartystów zaatakował miasto Newport.
W 1841 r. Campbell został na krótko lordem kanclerzem Irlandii. Otrzymał wówczas parowski tytuł 1. barona Campbell of St Andrews i zasiadł w Izbie Lordów. Urząd ten sprawował tylko przez 16 dni. Przez następne lata Campbell nie prowadził działalności prawniczej. Uczestniczył okazjonalnie w posiedzeniach Izby Lordów, kiedy Izba wysłuchiwała apelacji ze szkockich sądów. W 1846 r. doprowadził do uchwalenia Fatal Accidents Act.
Kiedy stronnictwo wigów znajdowało się w opozycji (1841–1846) Campbell poświęcił się przede wszystkim karierze pisarskiej. Był współautorem Lives of the Queens of England oraz Lives of Eminent Statesmen. W 1849 r. opublikował siedmiotomową The Lives of the Lord Chancellors and Keepers of the Great Seal of England, from the earliest times till the reign of King George IV.
Po powrocie wigów do władzy w 1846 r. został Kanclerzem Księstwa Lancaster. W 1850 r. został Najwyższym Sędzią Sądu Ławy Królewskiej. W 1859 r. został Lordem Kanclerzem. Zmarł podczas sprawowania urzędu w 1861 r.

## Rodzina
W 1821 r. poślubił Mary Scarlett (29 kwietnia 1796 – 25 marca 1860), kreowaną w 1836 r. 1. baronową Stratheden, najstarszą córkę Jamesa Scarletta, 1. barona Abinger, i Louise Campbell, córki Petera Campbella. John i Mary mieli razem trzech synów i cztery córki:
- Louise Madeline Campbell (ur. 21 stycznia 1823), żona W.S. White’a, nie miała dzieci
- William Frederick Campbell (15 października 1824 – 21 stycznia 1893), 2. baron Stratheden i Campbell
- Mary Scarlett Campbell (16 sierpnia 1827 – po 1901), żona Josepha HardCastle’a, nie miała dzieci
- Hallyburton George Campbell (18 października 1829 – 26 grudnia 1918), 3. baron Stratheden i Campbell
- Dudley Campbell (1833–1900)
- Cecilia Campbell (ur. 1835), żona Henry’ego Johnsona, miała dzieci
- Edina Campbell (ur. 1837)